# كينتا ناإيتو
كينتا ناإيتو (باليابانية: 内藤 健太) (مواليد 15 مايو 1996) هو لاعب كرة قدم ياباني.

## وصلات خارجية
- كينتا ناإيتو على موقع رابطة كرة القدم اليابانية للمحترفين (اليابانية)
- كينتا ناإيتو على موقع قاعدة بيانات كرة القدم.إي يو (الإنجليزية)
- كينتا ناإيتو على موقع Soccerway.com (الإنجليزية)
- كينتا ناإيتو على موقع عالم كرة القدم.نت (الإنجليزية)